# Mohamed Mahmoud Khalil
Pour les articles homonymes, voir Khalil.
Ne doit pas être confondu avec Mohammad Mahmoud Pacha.
Mohamed Mahmoud Khalil (dit aussi Muhammad Mahmûd Khalîl, en arabe محمد محمود خليل), né au Caire en 1877 et mort à Paris le 27 décembre 1953, est un juriste et homme politique égyptien, francophile et amateur d'art moderne. Le musée Mohamed Mahmoud Khalil est à la fois son ancienne résidence et contient une partie de sa collection, qu'il constitua avec son épouse d'origine française.
Dans les médias, son nom est souvent suivi par le titre honorifique de bey ou de pacha.

## Biographie
Mahmûd Khalîl est né au Caire en 1877 dans une riche famille qui possédait de vastes terres agricoles. Il a étudié l'agriculture après avoir été élève au lycée français du Caire, puis il se rend à Paris en 1903 pour étudier le droit à l'université de la Sorbonne en 1897. Là, il épouse en 1903 Émilienne Hector Luce (1882?-1960) appartenant à la classe moyenne française ; originaire de Paris, elle chante dans des opérettes, danse et enseigne la musique. Il retourne au Caire avec son épouse et réside dans son hôtel particulier de Gizeh à partir de 1918, lequel bâtiment avait été construit pour le banquier Raphaël Suarès (1846-1909), l'un des cofondateurs de la Banque nationale d'Égypte (NBE). Il ouvre un cabinet de consultance juridique et d'avocat. Il commence à prendre place dans divers conseils d'administration de grosses entreprises égyptiennes dont l'« Agricultural Bank of Egypt », filiale de la NBE.
Très secret, réservé, il a comme passe-temps favori de collectionner des œuvres d'art moderne, accompagné de sa femme, lors de fréquents voyages à Paris. Le couple achète des toiles impressionnistes et aussi des sculptures. Cette collection, inventoriée en 1933, est à cette époque l'une des plus belles du Moyen-Orient, elle comprend des chefs-d'œuvre de l'art français entre 1830 et 1905.
Il fonde, sur l'initiative du prince Yūsuf Kamāl (d)  (1882-1965), la Société des amis des beaux-arts du Caire (jam‘ iyyat  muhibbi  al-funun  al-jamila) au printemps 1923 qui regroupe des membres de la famille du sultan, des financiers, des ingénieurs britanniques, français et italiens travaillant au Caire. À partir de 1925, cette association organise chaque année un salon de peintures orientales et occidentales.
En 1937, il est nommé ministre de l'Agriculture et devient le commissionnaire du pavillon égyptien de l'exposition universelle de Paris. Sur une proposition de Jean Zay, il est nommé grand-officier de la Légion d'honneur.
Membre du parti Wafd, il est élu président du sénat égyptien en 1939, après en avoir assuré la vice-présidence. En février 1942, le roi Farouk le charge de former un nouveau gouvernement, puis il est écarté du pouvoir, officieusement par les Britanniques qui l'estiment défaitiste.
Après guerre, il est nommé correspondant de l'Académie des beaux-arts à Paris le 20 octobre 1948. L'année suivante, il supervise l'exposition France-Égypte organisée au Caire.
Passant six mois de l'année en France, Mahmoud Khalil est mort à Paris le 27 décembre 1953 d'une crise cardiaque. Sans enfant, il laisse à son épouse, en vertu de la loi coranique, un quart de sa fortune. Après de longues tractations, sa demeure de Gizeh et les collections qu'elle contient deviennent en 1962 le musée Mohamed Mahmoud Khalil,.